# Lepturges alvarengai
Lepturges alvarengai là một loài bọ cánh cứng trong họ Cerambycidae.